# 孙悦 (歌手)
孙悦（1972年6月19日—），黑龙江哈尔滨人，中国大陆女歌手，中国共产党党员，1994年以出道单曲《祝你平安》而广为人知。

## 生平
1987年末，成为黑龙江省军区文艺兵兼话务员，其间曾荣立两次三等功。1991年6月，加入中国共产党。1992年，退伍后考进哈尔滨文工团。获得中国中央电视台“第五届青年歌手电视大奖赛通俗组铜奖”，进入北京铁道建设总公司文工团。

## 家庭
孙悦有一哥哥孙洪波，曾出资支持她拍摄《祝你平安》的MV，亦曾担任她的经纪人。
2005年，孙悦和商人吴飞舟结婚，次年儿子出生。孙悦儿子患有哮喘，她为此陪儿子到上海治疗，期间暂停工作八年。

## 戏剧作品
- 1995年 《年轮》
- 2000年 《重拳出击》
- 2005年 《东北一家人》客串
- 2009年 《孙子大传》飾 楚国公主 灵樾

## 音乐作品

### 专辑

#### 嘉鹏影视 时期
- 1995年 《心情不錯》正大国际音乐制作中心、嘉鹏文化发展有限公司联合制作，国际文化交流音像出版社出版，银河音响制作有限公司发行
- 1996年 《夥伴》正大国际音乐制作中心制作，国际文化交流音像出版社出版，银河艺术发展音像发行有限公司发行
- 1997年 《爲了這一天 新歌+精選》北京嘉鹏电影电视制作中心制作，上海声像出版社出版发行
- 1998年 《欢乐中国年 / 幸福快車》上海声像出版社、北京嘉鹏电影电视制作中心联合制作，上海声像出版社出版发行
- 1998年 《好人好夢》北京嘉鹏电影电视制作中心制作，上海声像出版社出版发行
- 1999年 《快樂指南》上海声像出版社、北京嘉鹏电影电视制作中心联合制作，上海声像出版社出版发行
- 2000年 《怎麽HAPPY》北京嘉鹏电影电视制作中心、韩国宇田联合制作，天津音像公司出版，泰达音像发行中心发行
- 2000年 《大家一起來 新歌+精選》北京嘉鹏电影电视制作中心制作，天津音像公司出版，泰达音像发行中心发行

#### 天中文化 时期
- 2002年 《百合花》（台灣版名《多情》）
- 2004年 《她和她们》
- 2006年 《幸福沙漏》

#### 宇悦文化 数字音乐时期
- 2010年 《第十二張專輯第一季---變》
- 2010年 《第十二張專輯第二季---暖》
- 2011年 《第十二張專輯第三季---我》

#### 精选集、翻版专辑
- 2002年《今年流行浪漫》HDCD 正大国际（精选）
- 2004年《悦的精选》上海声像（精选）
- 1999年《快乐指南》广东音像（翻版）

### 單曲
- 1994年 《祝你平安》
- 1995年 《明天》
- 1995年 《愛讓我變傻》
- 1997年 《祝你成功》
- 1998年 《兄弟姐妹》
- 1999年 《萬歲中國》
- 2000年 《我心飛翔》
- 2003年 《開心藥方》
- 2008年 《平凡的幸福》
- 2008年 《聖火》
- 2008年 《跟隨聖火的光》
- 2008年 《寶貝，媽媽愛你》
- 2008年 《恭喜恭喜》
- 2009年 《記憶中的歌》

## 现场表演
- 2008年 参加迎奥运歌曲《北京欢迎你》的录制，与群星合作并参加奥运倒计时100天晚会。

## 奖项
- 《祝你平安》
  - 中央电视台94年MTV金奖
  - 中央人民广播电台94年叱咤全球华语歌曲排行榜十大金曲
  - 上海东方电视台94年十大金曲
  - 上海东方风云榜94年十大金曲  　
  - 北京音乐台94年中国歌曲排行榜十大金曲
  - 《当代歌坛》杂志94年十大金曲
  - 《音像世界》杂志94年十大金曲 全国80多个电视台电台杂志评为 94年十大金曲
  - 全国最受欢迎女歌手奖
  - 1995年《祝你平安》-CCTV第二届中国音乐电视大赛金奖
  - 1996年 上海东方广播电台第三届东方风云榜最受欢迎女歌手、
  - 《祝你平安》-十大金曲
- 《心情不错》　 
  - 中央人民广播电台95年叱咤全球华语歌曲排行榜十大金曲
  - 上海东方电视台95年十大金曲
  - 上海东方风云榜95年十大金曲
  - 北京音乐台95年中国歌曲排行榜十大金曲
  - 《当代歌坛》杂志95年十大金曲
  - 《音像世界》杂志95年十大金曲及全国80多个电视台电台杂志评为95年十大金曲
  - 全国最受欢迎女歌手奖
  - 《心情不错》专辑获95年优秀金榜磁带奖
  - 中国歌坛辉煌二十年演唱成就奖。
  - 1996年中国音乐电视MTV大赛铜奖。
  - 1996年广州新音乐十大金曲奖。
  - 1996年江苏文艺台流行金曲榜700期96年十佳歌手最佳歌手奖。
  - 中央人民广播电台1997年全国听众最喜欢的歌手评选金奖。
  - 《中国演员报》读者评为全国十大通俗歌手。
  - 1997 中央电台“全国听众喜爱的歌手”通俗组金奖
- 《伙伴》  
  - 上海东方电台群星耀东方东方风云榜十大金曲
  - 《伙伴》-上海东方广播电台第四届东方风云榜十大金曲
  - 河南中原联合榜96年十大金曲奖
  - 1997年优秀金版磁带奖
  - 西安音乐台等200多家音乐电台，媒体96年十大金曲奖
  - 全国最受欢迎女歌手奖
  - 1998年 中央电台“全国听众喜爱的歌手”通俗组金奖
- 《欢乐中国年》  
  - 1999年 CCTV春节联欢晚会歌舞类铜奖
- 《快乐指南》  
  - 1999年-2000年 CCTV第六届中国音乐电视大赛音乐电视十大金曲
- 《柔请似水》
  - 荣获北京音乐台二季度十大金曲奖
  - 2002年《柔情似水》荣获第九届中国歌曲排行榜十五大金曲奖
  - 美国华人歌曲排行榜海外票选颁奖荣获十五大金曲奖。
  - 2001年《柔情似水》-中国歌曲排行榜2001年第二季度十大金曲
- 《快乐指南》
  - 荣获99年度康佳杯最受欢迎歌曲奖
- 《怎么Happy》  
  - 2000年 北京音乐台中国歌曲排行榜2000第一季度十大金曲
  - 2000年 第二届CCTV-MTV音乐盛典内地年度劲歌金曲奖
  - 2000年 中国电视阳光健康明星
  - 2001年 第八届中国歌曲排行榜最佳劲歌舞曲奖
  - 2001年 第三届CCTV-MTV音乐盛典内地年度动感节奏金曲奖
- 《我心飞翔》
  - 2001年《我心飞翔》-中国歌曲排行榜2001年第三季度十大金曲
  - 《我心飞翔》荣获第四届CCTV-MTV音乐盛典内地劲歌金曲奖  最佳拉丁舞曲大奖
- 《百合花》  
  - 2003年《哭泣的百合花》荣获中国歌曲排行榜年度十大金曲奖
  - 2003年 专辑《百合花》荣获最佳唱片奖这也是孙悦从艺以来首次拿到最佳唱片制作大奖。
  - 2003年《哭泣的百合花》荣获上海东方电台东方风云榜十大金曲奖
  - 2003年《哭泣的百合花》荣获光线传播深圳音乐风云榜颁奖等全国200多家电台，媒体当年度十大金曲奖
  - 全国最受欢迎女歌手大奖
  - 2003年 辽宁文艺台第八届中国原创歌曲榜
  - 辽沈地区最佳女歌手
  - 《百合花》-最佳专辑、
  - 《哭泣的百合花》-十大金曲
  - 2003年 《自己负责》-中国歌曲排行榜2003年第一季度十大金曲
  - 《百合花》马来西亚全球十大华语最惊艳中文专辑
  - 《百合花》新加坡全球十大中文专辑
- 《多情》台湾销量挤进Top10, 超过20万张
- 《他和她们》  
  - 2004年1月 韩国亚洲文化交流贡献奖
  - 2004年7月 CCTV-MTV音乐盛典最佳女歌手
  - 2004年9月 荣获东南劲爆音乐榜颁发的内地劲爆十大金曲奖
  - 内地劲爆最受欢迎女歌手奖及内地劲爆完美大碟奖三项殊荣。
  - 2004年9月 第四届全球华语歌曲排行榜
  - 年度最佳舞台演绎大奖
  - 《倾城之恋》最受欢迎对唱歌曲大奖,
  - 2004年 | 中国原创歌曲奖
  - 内地最佳女歌手、
  - 《倾城之恋》-内地对唱歌曲最佳音乐奖
  - 内地最受欢迎女歌手奖
  - 2004年 广州电台“金曲金榜”内地最受欢迎女歌手奖
  - 2005年 搜狐2004十大传唱金曲奖
  - 十大年度风云歌手奖
  - 2005年 第十一届全球华语音乐榜中榜
  - 内地最受欢迎女歌手、
  - 《倾城之恋》-年度最佳歌曲
  - 2005年1月 荣获第十一届榜中榜内地最受欢迎女歌手
  - 2005年1月 荣获香港十大中文金曲颁奖礼之“内地最受欢迎女歌手大奖”。
  - 2005年1月 《精品购物指南》“影响2004?中国娱乐风云人物”
  - 2005年1月 第十二届中国歌曲排行榜颁奖典礼孙悦荣获内地最受欢迎女歌手
  - 《倾城之恋》-十五大金曲奖
  - 2005年 MTV Asia Awards 2005 中国地区最受欢迎歌手
  - 2005年3月 第十二届《东方风云榜》颁奖盛典孙悦荣获内地最受欢迎女歌手
  - 《倾城之恋》-十大金曲奖
  - 2005年6月 美国拉斯维佳斯中国歌曲排行榜荣获海外华人最受欢迎中国女歌手奖
  - 《倾城之恋》-十大金曲奖  　　
  - 2005年 第十二届东方风云榜后宣布退出所有音乐颁奖典礼，把机会留给新人
  - 2007年 莱卡风尚大典慈善成就大奖

## 春节晚会奖项
- 1996年《心情不错》-CCTV春节联欢晚会歌舞类金奖
- 1997年 音乐剧《天长地久》-CCTV春节联欢晚会歌舞类金奖
- 1999年 《欢乐中国年》-CCTV春节联欢晚会歌舞类铜奖
- 2000年 音乐剧《笑一笑》-CCTV春节联欢晚会其它类银奖
- 2003年 音乐剧《不见不散》-CCTV春节联欢晚会其它类银奖
- 2004单曲《彩铃声声贺新春》-CCTV春节联欢晚会播出后好评如潮